# Нижняя Теличка
Нижняя Теличка (укр. Нижня Теличка) — историческая местность на территории Голосеевского района города Киева. Нижняя Теличка (Телячев) представляет собой низменную часть местности Теличка, верхняя часть которой располагается в Печерском районе. Предполагают, что на Теличке не просто содержали и пасли молодых коров и бычков: это место служило и перевалочной базой для перегоняемых партий крупного рогатого скота, и постоялым двором для его хозяев. Здесь же велась торговля тем же рогатым скотом. Место было удобным: рядом размещались крупнейшие переправы через Днепр (Наводницкая и Выдубицкая), пристань для судов, тучные луга и широкие перевалы через киевские холмы. И сейчас на Нижней Теличке находятся четыре киевских моста через Днепр: имени Е. Патона (введён в эксплуатацию в 1953 г.), Дарницкий железнодорожный (построен в 1949 г.) и Дарницкий железнодорожно-автомобильный (введен в эксплуатацию в 2011 г.) и Южный (введён в эксплуатацию в 1991 г.).